# Hertford College

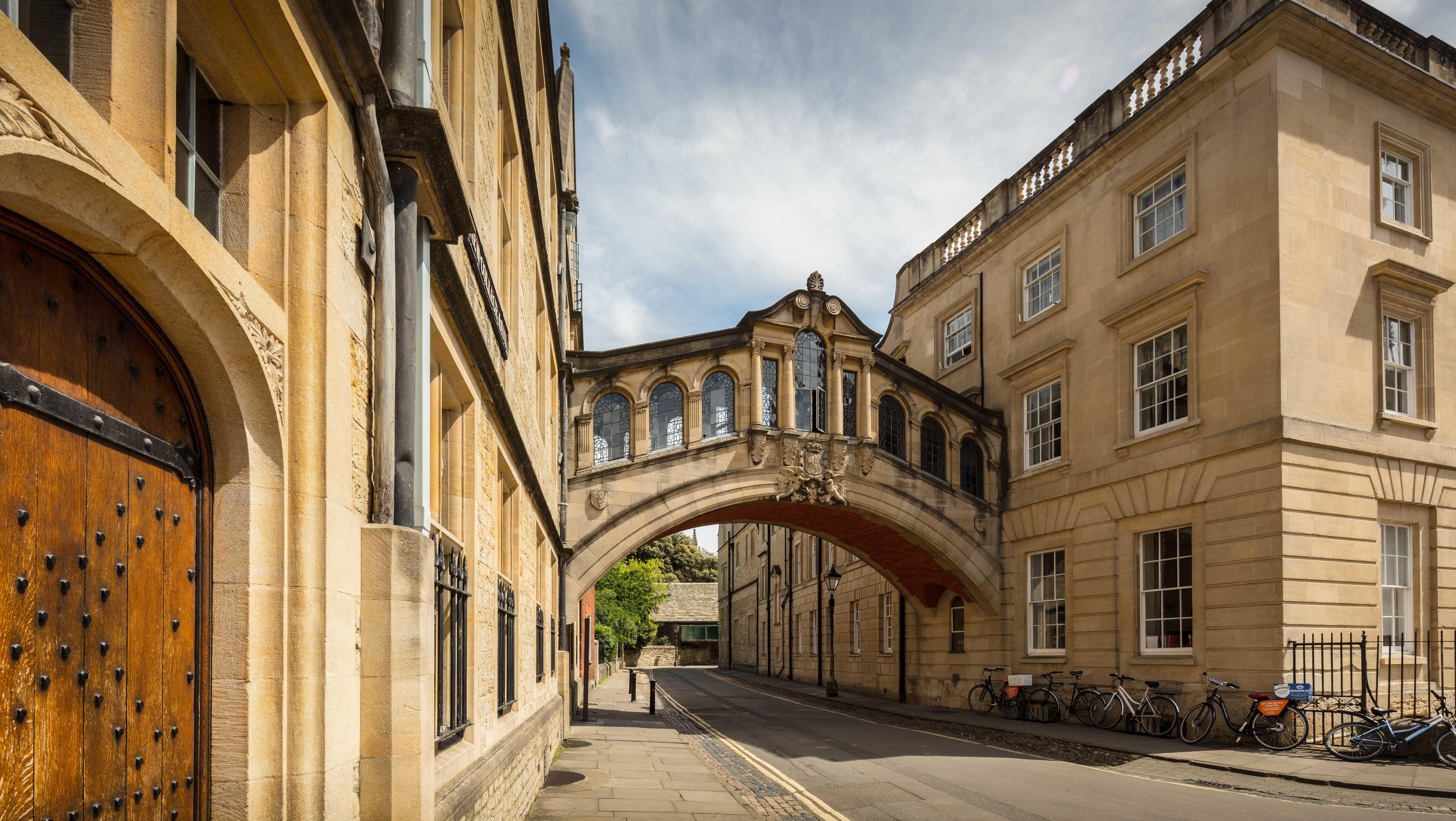
Il "ponte dei sospiri" dell'Hertford College

Hertford College è un college dell'università di Oxford.
Il simbolo del college è un cervo (effigie anche della contea).
Le aule di lezione si trovano in diverse zone ("quads") ed è presente un "ponte dei sospiri" che ricorda quello di Venezia. I servizi offerti comprendono alloggi e mensa per gli studenti, internet point, biblioteca e il "social committee", a cui rivolgersi per informazioni.